# Theaterplatz (Dresde)
La Theaterplatz à Dresde est une place à l'ouest de la vieille ville (de).

## Géographie
La Theaterplatz est la place devant le Semperoper. Elle se situe sur la Sophienstraße (de) entre la Postplatz (de) et le pont Auguste.
Elle borde directement la rive concave de l'Elbe devant la vieille ville de Dresde. Par l'allée menant au pont Auguste, une large vue sur l'Elbe jusqu'à la lande de Dresde (de) est possible depuis la Theaterplatz.
Contrairement à l'Altmarkt ou au Nouveau marché (de), la Theaterplatz n'est pas dans le centre historique de la ville, mais à l'ouest. Il y a donc très peu d'immeubles bourgeois sur la Theaterplatz.
Partant du nord, le Village italien (de) sépare la Theaterplatz de l'Elbe. Le bâtiment est l'un des plus récents de la place, construit par Hans Erlwein (de). L'Erlweinspeicher (de), un bâtiment technique, est visible depuis la Theaterplatz.
Au sud-est, la Sophienstraße avec l'allée menant au pont Auguste sépare l'Italienisches Dörfchen de la cathédrale de la Sainte-Trinité. C'est le seul bâtiment complètement baroque de la place. Une petite allée sépare l'église, élevée au rang de cathédrale du Diocèse de Dresde-Meissen en 1980, du palais résidentiel.
Le palais et le quartier général de la vieille ville (de) ainsi que le Zwinger sont également séparés par la Sophienstrasse. Le quartier général est conçu par Karl Friedrich Schinkel. La galerie Semper attenante ouest-sud-ouest du Zwinger a une façade néo-Renaissance.
Sur le côté nord de la place se trouvaient les bâtiments de la sucrerie Calberla (de) (1853 à 1945 Hôtel Bellevue), qui sont gravement endommagés en 1945 puis démolis, et de la Société d'État de chauffage urbain et d'électricité (de).
La conception de la place est caractérisée par la statue équestre en bronze du roi Jean Ier de Saxe, créée par Johannes Schilling en 1889.
Devant la galerie Semper se trouvent deux fontaines rondes, chacune avec une fontaine centrale datant d'environ 1860. Les dessins ont probablement été réalisés par Semper. Les puits mesurent dix mètres de diamètre. Les aménagements et socles sont en grès.
Entre la galerie et le Zwinger se dresse un monument d'Ernst Rietschel datant de 1858. Cette sculpture en bronze plus grande que nature représente le compositeur Carl Maria von Weber. Le monument se dressait à l'origine sur le bord nord de la Theaterplatz, devant l'ancien hôtel Bellevue, qui se tenait à l'ouest de l'Italienisches Dörfchen. L'hôtel est détruit lors des bombardements de Dresde en février 1945.

## Histoire
Jusque dans les années 1830, la zone de l'actuelle Theaterplatz au nord du Zwinger, ouverte au nord, se caractérisait par un enchevêtrement irrégulier de ruelles et de places de marché, autour desquelles se regroupaient une grande variété de huttes et de maisons. Ce quartier fut créé par des artisans et ouvriers italiens qui avaient participé à la construction de la cathédrale : le quartier fut surnommé "Village italien".
En 1834, Gottfried Semper est nommé professeur à l'académie des Beaux-Arts. Le 1er décembre 1835, il présente un projet de prolongement du côté encore ouvert du Zwinger en direction de l'Elbe : le pavillon français doit être complété par l'ouest par une orangerie et un opéra (projet I), en 1836 dans un autre projet que le pavillon allemand est déplacé vers l'Elbe par une galerie d'art en contrepartie de l'orangerie, la vieille garde de la ville comme conclusion. Ce n'était pas le premier plan : Woldemar Hermann (de) présenta le premier pour la refonte en 1831, mais il fut au moins partiellement réalisé : à partir de ce plan de forum, le théâtre est mis en place à partir de 1838 , la partie ouest du village italien est démolie.
En 1846, la décision est prise par la commission de la galerie d'abandonner définitivement le plan du forum et de charger Semper de construire la galerie à l'extrémité nord du Zwinger, de démolir une partie sud du village italien. Les restes du village italien sont finalement dégagés en 1854, laissant place à la galerie Semper (à l'exception d'une partie nord sur l'Elbe, plus tard "Helbigs Etablissement").
Après l'incendie du premier bâtiment du théâtre Semper, il doit construire son deuxième bâtiment, qui est déplacé plus à l'ouest par rapport au premier théâtre afin d'inclure les dimensions de la galerie Semper. La place est planifiée dans le cadre de l'érection du monument du roi Jean de 1887 à 1889. De 1911 à 1913, le dernier vestige du village italien est finalement démoli et le restaurant du village italien, qui existe encore aujourd'hui, est construit par Hans Erlwein.
Pendant le Troisième Reich, la place s'appelle Adolf-Hitler-Platz.
En 1945, les bâtiments entourant la place sont tous détruits, à l'exception de l'hôtel Bellevue, ils sont tous reconstruits. Les ruines de l'Hôtel Bellevue sont démolies en 1950.

## Transport
Le trafic de transit limité traverse la place par la Sophienstrasse. En face de la cathédrale se trouve l'arrêt Theaterplatz, où fonctionnent les lignes de tramway 4, 8 et 9 de la Dresdner Verkehrsbetriebe (de). En raison de la rénovation du pont Auguste, en cours depuis 2017, les lignes furent déviées jusqu'en janvier 2022 et l'arrêt ne fut pas desservi pendant la période de construction.
La place est particulièrement importante en tant que point de départ pour les visites de la ville. Une rue qui relie la Sophienstrasse à la Terrassenufer (de), qui est importante pour le trafic du centre-ville, traverse la place.